# Gottorf kastély

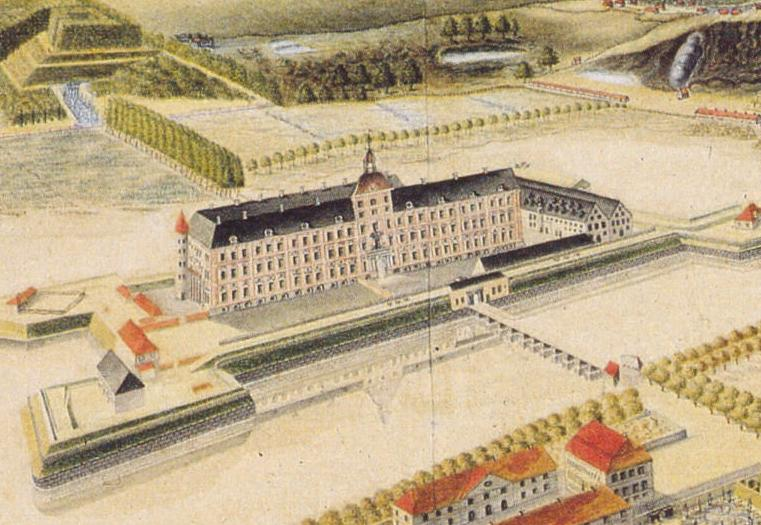
A kastély egy 1732-es akvarellen.

Gottorf kastély (németül: Schloss Gottorf, alnémetül és dánul: Gottorp) középkori kastély Schleswig városában, Németország Schleswig-Holstein tartományában. A Balti-tenger egy keskeny öble, a Schlei végén fekvő szigeten épült, kb. 40 kilométerre a tengertől. Az Oldenburg-dinasztia Holstein-Gottorpi ágának volt birtoka évszázadokig.

## Története
Először 1161-ben Occo von Schleswig püspök épített a szigeten rezidenciát, mikor korábbi kastélyát a dánok elpusztították. Az udvarházat 1268-ban Schleswig hercege vásárolta meg, és 1340-ben Holstein grófjához került. 1459-ben anyai örökségként került I. Oldenburgi Keresztély dán királyhoz.
A következő században jelentősen kibővítették az épületet, elsősorban I. Frigyes, Keresztély kisebbik fia, aki itt rendezte be elsődleges rezidenciáját. 1544-ben Schleswig és Holstein hercegségeket három részre osztották, a Gottorpot tartalmazó részt Frigyes harmadik fia, Adolf kapta. A hercegséget erről nevezték el Schleswig-Holstein-Gottorpnak.

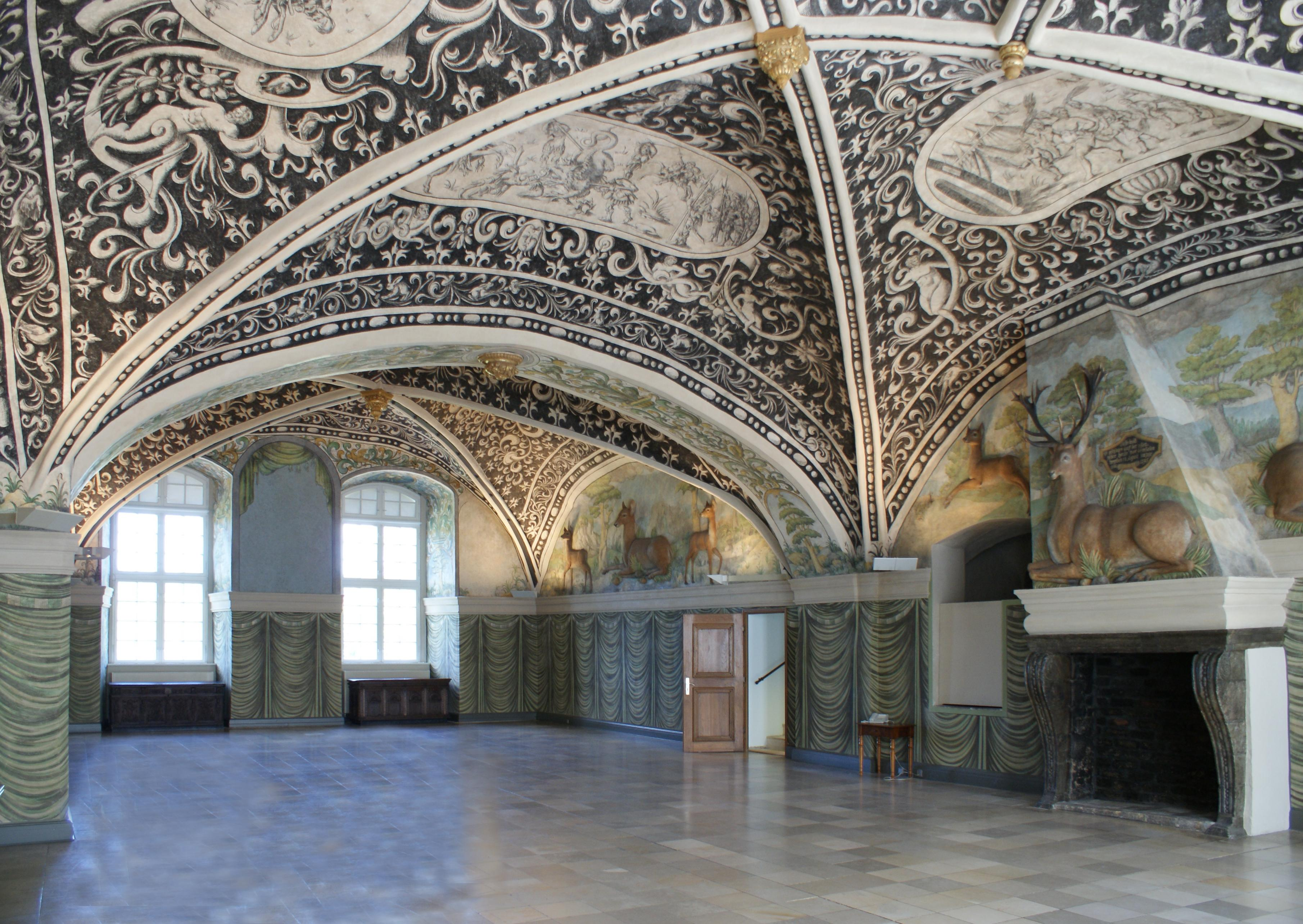
A Szarvasterem az északi szárnyban.

1564/65 szilveszterén a kastély leégett, és egy új, nagyobb, négyszárnyas épületet emeltek a helyén, a mai északi szárny is ekkor épült. A hercegség központjaként Gottorp lett egész Schleswig-Holstein legnagyobb kastélya. III. Frigyes herceg (1597–1659) idején itt volt egész Észak-Európa egyik kulturális központja, a híres gottorfi glóbusz, a gazdag művészeti gyűjtemény és könyvtár, valamint a park messze földön híressé tette a hercegséget. IV. Frigyes herceg idején a kastélyt barokk stílusban, ifj. Nicodemus Tessin svéd építész tervei alapján átépítették (1697–1703-ban), ebben a formájában látható ma is.

Az északi háború során az addig önálló és a svédekkel szövetséges hercegséget Dánia szerezte meg, és a herceg Oroszországba menekült. Gottorp többé már nem központ volt, hanem csak egy a király sok palotája közül. A bútorokat, festményeket, könyveket Koppenhágába szállították, az épület pedig a kormányzó rezidenciája lett. Mivel azonban túl nagy volt, sok kormányzó inkább másik kastélyba költözött.
Az 1848-as első schleswigi háború idején a dánok katonai kórházat majd kaszárnyát költöztettek az épületbe. Ezt a funkcióját megtartotta akkor is amikor 1864-ben Schleswig-Holstein porosz tulajdonba került, és utána is a második világháború végéig. 1945-ben a közeledő keleti front elől menekülő civileket helyezték el itt.
A háború után a kastélyt restaurálták és a Schleswig-Holsteini Művészettörténeti Múzeumot, valamint a Régészeti Múzeumot helyezték el az épületben.

## Fordítás
- Ez a szócikk részben vagy egészben  a   Gottorf Castle című angol Wikipédia-szócikk ezen változatának fordításán alapul.  Az eredeti cikk szerkesztőit annak laptörténete sorolja fel. Ez a jelzés csupán a megfogalmazás eredetét és a szerzői jogokat jelzi, nem szolgál a cikkben szereplő információk forrásmegjelöléseként.